# كارول سمايلي
كارول سمايلي (بالإنجليزية: Carol Smillie)‏ هي عارضة وممثلة بريطانية، ولدت في 23 ديسمبر 1961 في غلاسكو في المملكة المتحدة.

## وصلات خارجية
- الموقع الرسمي
- كارول سمايلي على موقع IMDb (الإنجليزية)